# Teti
Teti ali Teti II. je bil prvi faraon iz Šeste egipčanske dinastije, ki je vladal sredi 24. stojetja pr. n. št. Natančne dolžine njegovega vladanja se ne da ugotoviti, ker je Torinski seznam kraljev na tem mestu uničen. Domneva se, da je vladal okoli dvanajst let. Pokopan je bil v Sakari.

## Biografija

### Poreklo
Tetijevi materi je bilo ime Sešešet. Oče ni znan, zagotovo pa to ni bil njegov predhodnik Unas.

### Vladanje
Teti je bil poročen z Unasovo hčerko, princeso Iput. Ker je Unasov sin Unas-ank umrl pred očetom, je egipčanski prestol okoli leta 2345 pr. n. št. zasedel Teti.
Tetijevo Horovo ime je bilo Hor Sehetep Taui – Hor, ki zadovoljuje (umirja?) dve deželi (Gornji in Spodnji Egipt), ime nebti pa  Sehetep Nebti – Tisti, ki zadovoljuje dve gospe (boginji zaščitnici Vadžet in Nekbet). Zlato Horovo ime se je glasilo Hor nebu sema – Zlati Hor, ki združuje. Hor je bil bog-sokol, sin boga Ozirisa, boga vstajenja in večnega življenja.
Visoki člani Tetijevega dvora so bili Hnumenti (sin Senedžemiba Intija), Nefer Idu (vezir), Hesi (vezir), Inumin, Mehu, Mereruka in Kagemni II. Memi. Mereruka in Kagemni sta bila njegova zeta.  Ankmahor je bil v tistem času  svečenik in vezir.
Po Anthonyju Spalingeru je najvišji datum njegove vladavine »izgubljeni dan 3. poletnega meseca  6. popisa živine«. Če so  bili popisi vsako drugo leto, je  bil popis v 11. letu njegovega vladanja. Domnevo potrjuje Sakarski seznam kraljev iz časa Ramzesa II., ki mu pripisuje dvanajst let vladanja.

### Smrt in pokop
Po zapisih svečenika in zgodovinarja Manetona so Tetija ubili njegovi telesni stražarji. Pokopan je bil v Sakari. Nasledil ga je Userkare, ki je bil po prvi teoriji njegov sin, po drugi pa uzurpator. Tetijeva smrt verjetno nikoli ne bo pojasnjena. Userkareja je nasledil Tetijev sin Pepi I. Merira.

## Družina
Tetijeva žena Iput  je bila kraljevskega porekla, vendar ni bila njegov prva žena. To mesto je zasedala Kuit II., katere poreklo ni znano.
Kuit je bila mati princa Tetianka in princese Sešešet Šešit. Domneva se, da je bil Tetiank umorjen. Po eni od teorij je bila Kuit tudi Userkarejeva mati.
Teti in Iput sta imela sinova  Nebkauhor Iduja in Pepija, ki je kasneje vladal kot Pepi I. Imela sta tudi več hčera.
Teti je bil stari oče faraona Merenreja in kraljic Iput II. in Neit. 
Mogoče je, da je  imel ob Iput in Kuit še tretjo ženo Kentkaues IV.

## Galerija
- Ruševine Tetijeve piramide
- Tetijev sarkofag
- Glava Tetijeveva kija z njegovo kartuše, Imhotep Museum v sakarski nekropoli
- Fragment apnenčastega bloka, na katerem je del piramidnih besedil iz Tetijeve grobnice, Petriejev muzej egipčanske arheologije, London
- Del piramidnih besedil iz Tetijeve piramide